# De Saloon
«De Saloon» es una banda chilena de rock alternativo, originaria de la ciudad de Concepción. Debutaron en 1999, y principalmente se dieron a conocer a través de las radios chilenas. En 2003 lanzaron De Saloon, su álbum homónimo de estudio debut.

## Biografía

### Inicios
Jean Pierre Duhart y Ricardo Barrenechea se conocían desde el kindergarden, más adelante en la Enseñanza media del colegio Colegio de los Sagrados Corazones de Concepción junto a Jose Miguel Amigo, Pablo Martínez, Pablo Giacaman, Sebastián Tippman y otros compañeros deciden formar una banda musical ("The Saloon") que en un principio se dedicaban a tocar covers, especialmente de grupos como The Smiths, The Cure, Los Tres y otros grupos del momento.
En sus últimos años de colegio, la banda se establece con la formación de cuarteto, (Amigo, Duhart, Barrenechea, y el Bajista Roberto Arancibia) materializando su idea con la importante decisión de viajar a Santiago en 1997. José Miguel Amigo segunda guitarra emigró del grupo en 1999, anterior al debut en Santiago.
Ya en la capital, la banda obtuvo un cupo en el taller de Producción Musical del instituto artístico Balmaceda 1215, siendo en este lugar donde consiguen la oportunidad de grabar por primera vez a modo profesional. Aquí es donde graban el demo de su primer sencillo, «Esfumar», el cual contó con la coproducción de Cristián López (de Javiera y Los Imposibles) y la grabación de Pablo Toledo. El sencillo comienza a tener una fuerte rotación en radios locales, principalmente en FM Tiempo y en Rock & Pop. En esta última se les invita a participar en las populares sesiones musicales de la época conocidas como “Raras Tocatas Nuevas”, donde el grupo toca junto a otros reconocidos músicos como Claudio Valenzuela y Camilo Salinas. Posteriormente de estas sesiones se extraería el segundo sencillo de la banda, «Brígida». En invierno del año 2000 la banda graba un EP de 4 temas con la ayuda de Gabriel Vigliensoni y Claudio Valenzuela. La relación de la banda con Valenzuela se hace estrecha, y el grupo es invitado como telonero especial en el concierto del décimo aniversario de Lucybell realizado en la Estación Mapocho.

### Primer álbum y éxito
Tras cuatro años en búsqueda de un contrato discográfico, finalmente lo consiguen con GmbH, extensión chilena de la casa discográfica argentina DBN, y a fines del 2003 lanzan su homónimo primer álbum, el cual contó con la colaboración de Claudio Valenzuela y Cristián López. El primer sencillo, «Té», alcanzó alta rotación en medios y el álbum superó las 2 mil copias vendidas.
En 2004 la banda lanzó su segundo álbum de estudio, Morder, que contó con el éxito radial «Quiero hacerte feliz». Tras ello, recibieron una nominación en los Premios MTV como «Mejor Banda Nueva», lo que les abrió la palestra para darse a conocer en México.[cita requerida] El 16 de abril de 2005 viajaron a dicho país por primera vez, para presentarse en el festival Vive Latino. También realizaron varias presentaciones en distintos lugares, e incluso realizaron un show en la capital del país azteca con la agrupación también chilena Lucybell, teniendo un lleno total con más de 3500 asistentes. Al mes siguiente regresaron a Chile, después de que el sello Iguana Records editara su álbum Morder en México. Inclusive el grupo llegó a viajar a Corea del Sur para presentar su música, invitados al festival Yoko Fest, por medio del Instituto Nacional de la Juventud.
En 2005 la banda se unió al sello El Escarabajo, que relanzó su segundo álbum. Así, el grupo fue ganando mayor terreno en el ámbito musical. Esto se vio reflejado en su tercer álbum de estudio, titulado Abrázame, lanzado a finales de 2006. Este trabajo fue el primero producido por ellos mismos, y sus sencillos lograron una buena aceptación del público y alta rotación dentro de las radios locales. Promocionaron el álbum todo el 2007 y la primera mitad del 2008, realizando numerosas presentaciones en todo Chile.

### Consolidación
Después de tres años, el grupo regresa a los estudios de grabación y en 2008 lanzan su cuarto álbum de estudio, Delicada Violencia. El álbum fue grabado y mezclado en Argentina y contó con la producción de Richard Coleman y Tweety González. Este álbum también contó, por primera vez, con el lanzamiento de otro disco en paralelo a través de Internet, que incluyó versiones inéditas de canciones del grupo. A finales de 2009 la banda lanza su primer DVD titulado En vivo, que registra el concierto realizado el 1 de agosto de 2009 en el Teatro Teletón, para el lanzamiento oficial de Delicada violencia.
Durante 2010, lanzaron su disco llamado Fortaleza en un concierto en el parque O'Higgins, donde potenciaron sus singles Cabeza de Escorpión «Ahora me toca a mí» Me Vuelves a Herir y «Eras tan para mí».
Después de años de giras y presentaciones en Chile, México y Perú principalmente, deciden hacer su sexto disco de estudio, bajo la producción de Marcelo Aldunate.
Mar de Nubes (fines 2014), se transforma en uno de los discos más importantes de la banda del cual se extraen sencillos como Domestícame, Mar de Nubes, Nuestra Señal, canciones infaltables hasta el día de hoy en sus conciertos.

## Miembros
| Miembros actuales - Jean Pierre Duhart – voces, guitarras (1997–presente) - Roberto Arancibia – bajo, coros (1999–presente) - Ricardo Barrenechea – batería, percusión (1997–presente) Miembros de apoyo - Lucas Pino – guitarras - Carlos Mejias – guitarras - Cristián Ibacache – teclados, guitarras, coros | Miembros anteriores - Sebastián Tipmann – guitarra principal (1997–1999) - José Miguel Amigo – guitarra rítmica (1997–1999) - Pablo Martínez – bajo (1997–1999) |

## Discografía

### Álbumes
- De Saloon (2003)
- Morder (2004)
- Abrázame (2006)
- Delicada violencia (2008)
- Fortaleza (2010)
- Mar de nubes (2014)

### Sencillos
| Año  | Canción                | Álbum              | Listas | Listas |
| Año  | Canción                | Álbum              | Chile  |        |
| ---- | ---------------------- | ------------------ | ------ | ------ |
| 2003 | «Té»                   | De Saloon          | —      |        |
| 2003 | «Quédate»              | De Saloon          | —      |        |
| 2004 | «Morder»               | Morder             | 56     |        |
| 2004 | «Partido en dos»       | Morder             | —      |        |
| 2004 | «Quiero hacerte feliz» | Morder             | 39     |        |
| 2006 | «Asfixiar»             | Morder             | —      |        |
| 2006 | «Déjalo»               | Abrázame           | 18     |        |
| 2007 | «Abrázame»             | Abrázame           | 22     |        |
| 2007 | «Te mueres»            | Abrázame           | 19     |        |
| 2008 | «Para ti»              | Abrázame           | 39     |        |
| 2008 | «Yo lloraré por ti»    | Delicada violencia | 27     |        |
| 2009 | «Perdóname»            | Delicada violencia | 26     |        |
| 2009 | «Para siempre»         | Delicada violencia | 40     |        |
| 2009 | «Antídoto»             | En vivo            | —      |        |
| 2010 | «Ahora me toca a mí»   | Fortaleza          | 41     |        |
| 2011 | «Me vuelves a herir»   | Fortaleza          | 86     |        |
| 2012 | «Cabeza de escorpión»  | Fortaleza          | 97     |        |
| 2012 | «Mi corazón»           | Fortaleza          | —      |        |
| 2013 | «Domesticame»          | Mar de nubes       | —      |        |
| 2014 | «Mar de Nubes»         | Mar de nubes       | —      |        |
| 2014 | «Nuestra señal»        | Mar de nubes       | 22     |        |

### Otras apariciones
| Canción                   | Año  | Álbum                                                    |
| ------------------------- | ---- | -------------------------------------------------------- |
| «Qué pena siente el alma» | 2007 | Cantores que reflexionan: sintiendo a Violeta            |
| «El aparecido»            | 2009 | A la salud de la música chilena: Inti-Illimani histórico |

### DVD
- En vivo (2009)

## Telonajes
- El 25 de marzo de 2006 abrieron el concierto de Deep Purple en la pista atlética del Estadio Nacional. El grupo no tuvo buen recibimiento del público, debido a que «no había coherencia entre la gente y nuestra música», afirmó Jean Pierre.[5]
- El 29 de noviembre de 2009 telonearon a The Killers, en Movistar Arena, en la segunda visita al país del grupo de Las Vegas. Los propios Killers escucharon y aprobaron a la banda.